# Avtocesta A4, Hrvaška
Avtocesta A4 oz. Varaždinska avtocesta je hrvaška avtocesta, ki poteka od mejnega prehoda Goričan na meji s Madžarsko do razcepa Ivanja Reka pred Zagrebom. Avtocesta je del pan-evropskega koridorja Vb in evropskih poti E65 in E71. Gradila se je po odsekih:
- Goričan - Čakovec (1997)
- Komin - Popovec in Čakovec - Varaždin (1998)
- Breznički Hum - Komin (2000)
- Varaždin - Breznički Hum in Popovec - Ivanja Reka (2003)
- Most čez reko Muro (2008)